# Kai (cão)
O kai[Nota] (em japonês:  甲斐犬), também chamado kai tora-ken, é um cão japonês de porte médio estabelecido como raça no distrito de Kai, em Yamanashi, região rodeada por montanhas. Utilizados principalmente na caça aos javalis e cervos, tem forte tendência a se agrupar em matilhas, o que facilita a manutenção de sua população e a pureza da raça. Considerado monumento natural em 1934, este animal tem a pele tigrada e o porte equilibrado, com músculos e os jarretes bem desenvolvidos. De temperamento mordaz, é um cão bem alerta.